# Arcesios prominula
Arcesios prominula är en svampdjursart som beskrevs av Duchassaing och Giovanni Michelotti 1864. Arcesios prominula ingår i släktet Arcesios och familjen Chalinidae. Inga underarter finns listade i Catalogue of Life.